# Kleinepenisvernedering
Kleine penis vernedering, of beter bekend in het Engels als small penis humiliation (SPH), is een vorm van verbale erotische vernedering waarbij de penis van een onderdanige persoon door een dominante persoon, meestal met instemming, vernederd wordt. De praktijk kan seksuele handelingen omvatten of alleen verbale vernedering; het kan zowel in het openbaar als privé plaatsvinden.
Onderdanige mannen die genieten van SPH hebben niet noodzakelijkerwijs kleine of micropenissen. Ze houden van het idee om vernederd te worden en de penis als nutteloos te laten behandelen, vooral als het gaat om afwijkingen die verband houden met de penisgrootte of om de penis in het algemeen te bespotten. Sommige vrouwen raken seksueel opgewonden met de macht om de penis van een man te beoordelen en hem te vernederen. Voor velen kan het verzwakken van het door de samenleving opgelegde gevoel van mannelijkheid erotisch zijn.
SPH wordt vaak geassocieerd met cuckolding wanneer de onderdanige man wordt afgewezen en vernederd met het argument dat hij zijn partner niet kan bevredigen of dat zijn penis niet groot genoeg is om iemand te plezieren. Sommigen associëren SPH ook met feminisering, en vergelijken zelfs de grootte van de penis van de onderdanige met de grootte van een clitoris tijdens vernedering, hoewel deze manier om de penis te vernederen niet door alle dominante vrouwen goed wordt geaccepteerd omdat vrouwelijke genitaliën geen manier mogen zijn om de penis te beledigen.
Sommige kleine penisvernederingen worden ook online gedaan. De onderdanige man kan foto's van zijn penis op internet plaatsen om bespot te worden. In veel gevallen is er een BDSM-sessie via webcam, waarbij een dominatrix de onderdanige via video vernedert.
Het is geen vereiste om helemaal naakt te zijn. SPH kan ook voorkomen wanneer de man in ondergoed of zwembroek gekleed is en de vormen van de penis enigszins zichtbaar zijn. Ook degene die vernedert hoeft helemaal niet naakt te zijn, wat meestal zelfs niet het geval is. SPH wordt in deze dan vaak ook gecombineerd met CFNM, waarbij de man (half)naakt is en de vrouw volledig gekleed naar de penis kijkt en vernedert.